# Milocera umbrosa
Milocera umbrosa är en fjärilsart som beskrevs av Claude Herbulot 1989. Milocera umbrosa ingår i släktet Milocera och familjen mätare. Inga underarter finns listade i Catalogue of Life.